# Louise Fletcher
Louise Fletcher (22 tháng 7 năm 1934 - 23 tháng 9 năm 2022) là một nữ diễn viên người Mỹ từng đoạt giải Oscar và Quả Cầu Vàng. Vai diễn đáng chú ý và thành công nhất của bà là vai phản diện nữ Y tá Ratched trong bộ phim năm 1975 Bay trên tổ chim cúc cu. Nhân vật Y tá Ratched đã được bình chọn đứng thứ 5 trong Danh sách 50 kẻ phản diện ấn tượng nhất và giúp Fletcher giành được nhiều giải thưởng điện ảnh danh giá.
Bà qua đời tại nhà riêng ở Montdurausse, Pháp, vào ngày 23 tháng 9 năm 2022.

## Danh sách phim
| Năm  | Phim                        | Vai diễn                         | Chú thích                                                                     |
| ---- | --------------------------- | -------------------------------- | ----------------------------------------------------------------------------- |
| 1963 | A Gathering of Eagles       | Mrs. Kemler                      | uncredited                                                                    |
| 1974 | Thieves Like Us             | Mattie                           |                                                                               |
| 1975 | Bay trên tổ chim cúc cu     | Nurse Mildred Ratched            | Giải thưởng Oscar, Quả Cầu Vàng và BAFTA cho nữ diễn viên chính xuất sắc nhất |
| 1975 | Russian Roulette            | Midge                            |                                                                               |
| 1977 | Exorcist II: The Heretic    | Dr. Gene Tuskin                  |                                                                               |
| 1978 | The Cheap Detective         | Marlene DuChard                  |                                                                               |
| 1979 | Natural Enemies             | Miriam Steward                   |                                                                               |
| 1979 | The Magician of Lublin      | Emilia                           |                                                                               |
| 1979 | The Lady in Red             | Anna Sage                        |                                                                               |
| 1980 | Mamma Dracula               | Mama Dracula                     |                                                                               |
| 1980 | The Lucky Star              | Loes Bakker                      |                                                                               |
| 1981 | Strange Behavior            | Barbara Moorehead                |                                                                               |
| 1983 | Brainstorm                  | Dr. Lillian Reynolds             |                                                                               |
| 1983 | Strange Invaders            | Mrs. Benjamin                    |                                                                               |
| 1983 | Overnight Sensation         | Eve Peregrine - 'E. K. Hamilton' |                                                                               |
| 1984 | Firestarter                 | Norma Manders                    |                                                                               |
| 1984 | Talk to Me                  | Richard's mother                 |                                                                               |
| 1986 | Nobody's Fool               | Pearl                            |                                                                               |
| 1986 | The Boy Who Could Fly       | Psychiatrist                     |                                                                               |
| 1986 | Invaders from Mars          | Mrs. McKeltch                    |                                                                               |
| 1987 | Flowers in the Attic        | Grandmother – Olivia Foxworth    |                                                                               |
| 1987 | Predator: The Concert       | Park Supervisor                  |                                                                               |
| 1988 | Two Moon Junction           | Belle Delongpre                  |                                                                               |
| 1989 | Best of the Best            | Mrs. Grady                       |                                                                               |
| 1990 | Blue Steel                  | Shirley Turner                   |                                                                               |
| 1990 | Shadowzone                  | Dr. Erhardt                      |                                                                               |
| 1994 | Giorgino                    | Innkeeper                        |                                                                               |
| 1994 | Tryst                       | Maggie                           |                                                                               |
| 1994 | Tollbooth                   | Lillian                          |                                                                               |
| 1995 | Return to Two Moon Junction | Belle Delongpre                  |                                                                               |
| 1995 | Virtuosity                  | Elizabeth Deane                  |                                                                               |
| 1996 | The Stepford Husbands       | Miriam Benton                    |                                                                               |
| 1996 | Edie & Pen                  | Judge                            |                                                                               |
| 1996 | Mulholland Falls            | Esther                           | uncredited                                                                    |
| 1996 | Frankenstein and Me         | Mrs. Perdue                      |                                                                               |
| 1996 | High School High            | Principal Evelyn Doyle           |                                                                               |
| 1996 | 2 Days in the Valley        | Evelyn                           |                                                                               |
| 1997 | Breast Men                  | Mrs. Saunders                    |                                                                               |
| 1997 | The Girl Gets Moe           | Gloria                           |                                                                               |
| 1997 | Gone Fishin'                | Restaurant Owner                 | uncredited                                                                    |
| 1998 | Love Kills                  | Alena Heiss                      |                                                                               |
| 1999 | A Map of the World          | Nellie Goodwin                   |                                                                               |
| 1999 | Cruel Intentions            | Helen Rosemond                   |                                                                               |
| 1999 | The Contract                | Grandma Collins                  |                                                                               |
| 2000 | More Dogs Than Bones        | Iva Doll                         |                                                                               |
| 2000 | Very Mean Men               | Katherine Mulroney               |                                                                               |
| 2000 | Big Eden                    | Grace Cornwell                   |                                                                               |
| 2000 | Silver Man                  | Val                              |                                                                               |
| 2001 | After Image                 | Aunt Cora                        |                                                                               |
| 2001 | Touched by a Killer         | Judge Erica Robertson            |                                                                               |
| 2001 | Dial 9 for Love             | Abbie                            |                                                                               |
| 2002 | Manna from Heaven           | Mother Superior                  |                                                                               |
| 2003 | Finding Home                | Esther                           |                                                                               |
| 2004 | Clipping Adam               | Grammy                           |                                                                               |
| 2005 | Aurora Borealis             | Ruth Shorter                     |                                                                               |
| 2005 | Dancing in Twilight         | Evelyn                           |                                                                               |
| 2006 | Fat Rose and Squeaky        | Bonnie                           |                                                                               |
|      | Me and Luke                 | Grandmother Glennie              |                                                                               |
| 2007 | The Last Sin Eater          | Miz Elda                         |                                                                               |